# Кводлібет
Кводлібет (пор.-лат. quodlibet, від лат. quod libet — «що завгодно») — старовинна техніка музичної композиції, а також п'єса, переважно жартівливого характеру. Суть кводлібета в послідовному комбінуванні або одночасному поєднанні відомих мелодій із текстами або без них. Кводлібети переважно багатоголосі (одноголосі кводлібети рідкісні).

## Історія та особливості
У трактаті «Музичні пропорції» (бл. 1475 року; кн. III, гл. 4) Тінкторіс описує (з нотним прикладом) двоголосний кводлібет (без використання цього слова), у верхньому голосі якого звучить популярна італійська пісня XV століття «O Rosa Bella» Дж. Данстейбла, а в тенорі звучить початок шлягера «L'homme armé», що змінюється двома іншими, менш відомими, шлягерами, усе французькою мовою. Прикладом кводлібета епохи Ренесансу є вільянсико Пеньялосі «Por las sierras de Madrid» (бл. 1500 року), де одночасно звучать, накладаючись один на одну, чотири іспанські мелодії. У Німеччині кводлібети називалися словом «Durcheinandermischmäsch». У ренесансній Іспанії різновидом кводлібета вважається енсалада (ісп. ensalada, букв. «салат»), а ренесансній Франції — фрикасе (фр. fricassée букв. «мішанина»).

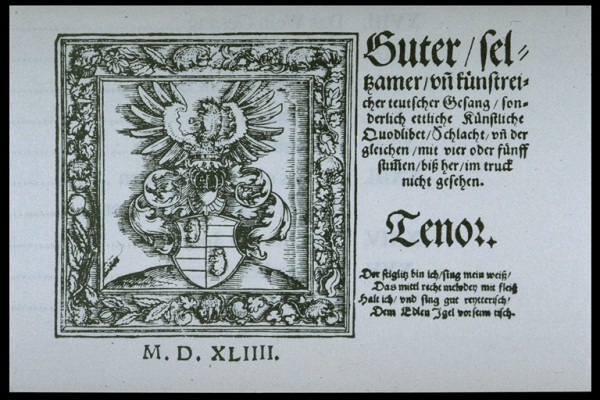
Титульний аркуш пісняра В. Шмельцля

Термін «кводлібет», що нині широко використовується, уперше в історії вживається в пісеннику під редакцією В. Шмельцля «Хороший, незвичайний та майстерний німецький спів» нім. Guter, seltzamer, und künstreicher teutscher Gesang, що опублікований в 1544 році. У збірник входить 25 творів різних композиторів (як анонімні так і підписані), з них 12 носять назву кводлібет, наприклад, пісня «Так пили вони…» (нім. Da trunken sie...).
Найзнаменитіший кводлібет епохи бароко є «Весільний кводлібет» (або просто «Кводлібет»; BWV 524) Й. С. Баха. Цей твір не є кводлібетом у звичному розумінні, хоча і являє собою 10-хвилинну низку нісенітниці, жартів, каламбурів, пародій на різні пісні та відсилань до інших творів мистецтва. Музична тканина кводлібета імітує фугу і чакону, а одним з прийомів побудови фактури використовується контрапункт.
До жанру кводлібета звертався і В. А. Моцарт, який написав інструментальну п'єсу під назвою «Gallimathias Musicum» («Музична нісенітниця», KV 32) у 10-річному віці. Четверта частина циклу (Пасторела) з її характерним волиночним, гудящим звучанням, ймовірно, заснована на швабській народної пісні. Частини 10 і 15 імітуються органним твором Еберліна. У частині 11 використовується вступ однієї зі симфоній Л. Моцарта.
У XX столітті кводлібет використовувався не тільки в гумористичному жанрі. Наприклад, «Друга симфонія» Ч. Айвза, «Антиформалістичний райке» Д. Д. Шостаковича.

## Інші значення терміна
Кводлібетом також називали довгі переліки предметів та їх властивостей. Такі переліки вважалися комічними як, наприклад, Lied О.Ласо Hört zu ein neus Gedicht von Nasen zugericht (ін. назва Das große Nasenlied), що представляє собою каталог різних форм і властивостей людського носа, кводлібети-«каталоги» М. Грейтера та ін. композиторів про носи, про столові ложки, про мишей і кішок, про яйця і мішки і т. ін. з пісняра Шмельцля (1544).